# Евланов, Василий Алексеевич
Василий Алексеевич Евланов (1912—1971) — старший сержант Рабоче-крестьянской Красной Армии, участник Великой Отечественной войн, Герой Советского Союза (1945).

## Биография
Родился в 1912 году в селе Сулега (ныне — Бежецкий район Тверской области).
После окончания неполной средней школы работал грузчиком в Ленинграде. В 1934—1937 годах проходил службу в Рабоче-крестьянской Красной Армии. В 1941 году повторно был призван в армию и с июня находился на фронтах Великой Отечественной войны. В боях девять раз был ранен, из них два раза тяжело, и два раза контужен. К январю 1945 года старший сержант Василий Евланов командовал взводом 119-й отдельной разведроты 128-й стрелковой дивизии 21-й армии 1-го Украинского фронта. Отличился во время освобождения Польши.
23 января 1945 года Евланов во главе разведгруппы численностью в 15 бойцов вышел к деревне Герцогенвальде и, атаковав с тыла, уничтожил более 50 солдат и офицеров противника, ещё 16 взял в плен и доставил командованию дивизии. 26 января вместе со своим взводом он разгромил штаб противотанкового дивизиона 97-й пехотной дивизии вермахта, захватив пленного и важную карту, после чего без потерь вернулся в расположение своей части. 17 марта благодаря переданным командованию данным, добытым разведгруппой Евланова, советская авиация нанесла противнику большие потери в живой силе и технике. В тот же день на обратном пути группа захватила ценного «языка». 23 марта, когда группа Евланова была атакована двумя самоходными артиллерийскими установками, Евланов скрытно подобрался к одной из них и подорвал её гранатой, а затем уничтожил вторую трофейным фаустпатроном.
Всего же за годы войны Евланов принял активное участие в 193 боевых операциях, в 80 из которых лично возглавлял группы. Лично захватил 17 «языков», а его взвод в общей сложности взял в плен 226 вражеских солдат и офицеров.
Указом Президиума Верховного Совета СССР от 27 июня 1945 года за «образцовое выполнение боевых заданий командования и проявленные при этом мужество и героизм» старший сержант Василий Евланов был удостоен высокого звания Героя Советского Союза с вручением ордена Ленина и медали «Золотая Звезда» (№ 5012).
После окончания войны Евланов был демобилизован. Проживал и работал в Ленинграде.
Умер 23 марта 1971 года, похоронен на Богословском кладбище Санкт-Петербурга; угол Пискарёвской и Братской дорожек.
Был также награждён орденами Красного Знамени, Отечественной войны 2-й степени, Славы 3-й степени, рядом медалей.